# Panjabi By Nature
Pour les articles homonymes, voir PBN.
Panjabi By Nature (PBN) est l'un des producteurs de musique asiatique à succès.
Originaire de Wolverhampton (Angleterre), la musique de PBN a énormément eu d'impact sur le son Bhangra UK.
Ses titres Aashiq, Dancefloor, Sohni Lagdi, Jaan Panjabi, Nain Preeto De, Nachdi et Aaj Me Peeni lui ont également permis d'être positionné comme l'un des producteurs anglo-asiatique les plus reconnus.
Sa formule de riffs accrocheurs et de beats lourds, mélangée avec des sons du Royaume-Uni, lui ont permis d'accéder à la première place des charts à travers le pays. Ses compétences et son talent lui ont valu la reconnaissance et le soutien de l'industrie musicale, ce qui le conduira à des collaborations avec des artistes comme Malkit Singh, KS Bhamra et H-Dhami.

## Biographie
PBN a sorti de nombreux titres et est présent sur la scène UK Bhangra depuis plusieurs années maintenant. Il a commencé très tôt à apprendre la création et la production musicale grâce aux maisons de disques locales et à Keith Dilworth, le producteur de Beverley Knight.
Lorsqu'il a eu les compétences musicales nécessaires, PBN a commencé à créer et à produire son propre son mais également à mixer sur la scène Bhangra. Le DJing a permis à PBN d'acquérir de l'expérience sur les types de musique que les gens apprécient. Cette exposition s'est avéré payante pour ces titres qui sont devenus incontournables sur le dancefloor.
PBN s'est associé avec le manager d'une grande maison de disques, Dhesi Vibes, qui formera plus tard Limitless Records. En 2003, PBN signe avec Limitless Records pour sortir son premier album Next Episode.
Par la suite, PBN sort son album n°1 des charts, Settin the Standard en 2004. Le titre principal Nain Preeto De restera numéro un pendant un mois du chart BBC Asian Network.
En 2005, PBN créer son propre studio d'enregistrement à Wolverhampton et sort également son 3e album solo, Ready or Not qui contient le tube dancefloor Aaj Me Peeni. Au fur et à mesure qu'il sortira des titres, les collaborations avec d'autres artistes s'enchaîneront.
En 2009, il sort son 4e album, Homegrown qui est le plus grand album de sa carrière à ce jour. Il a eu beaucoup de succès avec les titres Aashiq et Dancefloor. PBN a aussi commencé à chanter sur Sohni Lagdi.
Depuis des années, il a collaboré avec des chanteurs comme Lembher Hussainpuri, Surinder Shinda, Miss Pooja, Amar Arshi, Dippa Dosanjh, K S Bhamrah, Balwinder Safri, Jeevan Maan. Sa musique lui a permis de voyager à travers le monde (Norvège, Inde, Dubaï, Allemagne, Australie, Canada et USA).
En parallèle de la composition de ses titres, PBN passe son temps avec sa communauté locale en travaillant avec des jeunes des Midlands de l'Ouest ou d'ailleurs. Après avoir passé plus de 2 ans à enseigner les techniques de production et à offrir un soutien et des conseils aux futurs artistes de divers genres musicaux, PBN a aidé à développer non seulement la scène Bhangra mais aussi celle des Midlands.

## Discographie

### Singles
| Année | Single                                                      | Album               |
| ----- | ----------------------------------------------------------- | ------------------- |
| 2004  | Nain Preeto De                                              | Settin The Standard |
| 2005  | Aaj Me Peeni                                                | Ready Or Not        |
| 2007  | Jaan Panjabi                                                | Jaan Panjabi        |
| 2009  | Aashiq                                                      | Homegrown           |
| 2009  | Dancefloor                                                  | Homegrown           |
| 2009  | Sohni Lagdi                                                 | Homegrown           |
| 2009  | Paundah Bhangra - Malkit Singh                              | Billo Rani          |
| 2010  | Kaun Nachdi                                                 | Crowd Pleaser       |
| 2010  | Boli (feat. Miss Pooja)                                     | Crowd Pleaser       |
| 2010  | Gereh Kad Dee (feat. H-Dhami)                               | Crowd Pleaser       |
| 2010  | Kaun Nee Jaandah (feat. The Dhol Foundation & Daljit Mattu) | Crowd Pleaser       |

### Albums
- 2003 - Next Episode
- 2004 - Settin The Standard
- 2005 - Ready Or Not
- 2009 - Homegrown

### Productions
- 2004 - Blazin
- 2005 - Ounce Of Desi
- 2007 - Dhola Ve Dhola
- 2007 - Jaan Panjabi